# اندیس آنومالی کلاته کی کی
آنومالی کلاته کی کی یک اندیس فلزی است که در حوالی شهر میامی استان سمنان قرار دارد و مادهٔ معدنی موجود در آن، طلا است.سنگ میزبان این اندیس کنگلومرا، ماسه‌سنگ، ماسه‌سنگ چرت‌‌دار، شیل، توف است  در این اندیس، پاراژنز‌های لیمونیت، هماتیت یافت می‌شوند.